# Perú en la Copa Mundial de Fútbol de 2018
La selección del Perú fue uno de los 32 equipos participantes en la Copa Mundial de Fútbol de 2018, torneo que se llevó a cabo del 14 de junio al 15 de julio en Rusia.
El seleccionado peruano disputó su quinta Copa Mundial tras obtener su clasificación derrotando a Nueva Zelanda por marcador de 2:0 en el partido de vuelta de la repesca intercontinental.
En el sorteo realizado el 1 de diciembre de 2017 en Moscú, la selección peruana quedó emparejada en el Grupo C junto a Francia, Australia y Dinamarca.

## Clasificación
La selección de fútbol del Perú inició su proceso de clasificación para la Copa Mundial de 2018 con dos derrotas consecutivas (2:0 ante Colombia y 4:3 ante Chile), recién en la tercera jornada obtuvo su primera victoria tras derrotar a Paraguay por 1:0. Luego de seis partidos y tras sumar cuatro puntos ocupó el octavo lugar. Tras una pausa por su participación en la Copa América Centenario, la escuadra peruana obtuvo dos victorias consecutivas en el reinicio de las eliminatorias (0:3 contra Bolivia y 2:1 contra Ecuador) y un empate (2:2 ante Argentina), manteniéndose provisionalmente en la octava posición con once puntos.
El 11 de octubre de 2016, comenzó la segunda rueda con una derrota por 2:1 ante el seleccionado chileno. En la siguiente fecha obtuvo una histórica victoria por 1:4 ante Paraguay en condición de visitante. Tras perder 2:0 con Brasil y empatar 2:2 con Venezuela, la blanquirroja consiguió tres victorias consecutivas (2:1 a Uruguay, 2:1 a Bolivia y 1:2 a Ecuador) y dos empates (0:0 con Argentina y 1:1 con Colombia) sumando un total de veintiséis puntos y finalizando en el quinto lugar, lo que le otorgó el derecho de disputar la repesca intercontinental frente a la selección de Nueva Zelanda, con la que empató 0:0 en la ida y venció 2:0 en la vuelta obteniendo la clasificación a la Copa Mundial luego de 36 años..
La selección de Perú quedó en quinto lugar compartido con Chile, pero clasificó a Repechaje gracias a diferencia de gol, por la victoria conseguida en mesa contra Bolivia por 3 goles y 3 puntos, que fue derrota en La Paz, este resultado hizo posible la clasificación, pero en cancha los méritos no fueron suficientes.
Durante todo el proceso de clasificación el técnico Ricardo Gareca convocó 63 futbolistas, de los cuales solo 42 disputaron al menos un minuto de juego, 18 fueron suplentes y los restantes 3 no fueron incluidos en el banquillo de suplentes. El delantero Paolo Guerrero con 18 presencias fue el jugador que más partidos disputó, así como también uno de los goleadores del seleccionado peruano junto con Edison Flores con 5 goles cada uno.

### Resultados
Primera rueda
| 8 de octubre de 2015, 15:30 | Colombia                      | 2:0 (1:0) | Perú | Metropolitano, Barranquilla                               |                                                           |
|                             | Gutiérrez 35' · Cardona 90+4' | Reporte   |      | Asistencia: 44 000 espectadores Árbitro(s): Antonio Arias | Asistencia: 44 000 espectadores Árbitro(s): Antonio Arias |

| 13 de octubre de 2015, 21:15 | Perú                            | 3:4 (2:3) | Chile                           | Estadio Nacional, Lima                                    |                                                           |
|                              | Farfán 10' 35' · Guerrero 90+2' | Reporte   | Sánchez 7' 44' · Vargas 41' 49' | Asistencia: 36 180 espectadores Árbitro(s): Néstor Pitana | Asistencia: 36 180 espectadores Árbitro(s): Néstor Pitana |

| 13 de noviembre de 2015, 21:15 | Perú       | 1:0 (1:0) | Paraguay | Estadio Nacional, Lima                                     |                                                            |
|                                | Farfán 19' | Reporte   |          | Asistencia: 26 000 espectadores Árbitro(s): Julio Bascuñán | Asistencia: 26 000 espectadores Árbitro(s): Julio Bascuñán |

| 17 de noviembre de 2015, 21:00 | Brasil                                           | 3:0 (1:0) | Perú | Arena Fonte Nova, Salvador                                    |                                                               |
|                                | Costa 22' · Renato Augusto 57' · Filipe Luís 77' | Reporte   |      | Asistencia: 45 000 espectadores Árbitro(s): Hernando Buitrago | Asistencia: 45 000 espectadores Árbitro(s): Hernando Buitrago |

| 24 de marzo de 2016, 21:15 | Perú                         | 2:2 (0:1) | Venezuela                  | Estadio Nacional, Lima                                      |                                                             |
|                            | Guerrero 60' · Ruidíaz 90+3' | Reporte   | Otero 32' · Villanueva 56' | Asistencia: 35 459 espectadores Árbitro(s): Enrique Cáceres | Asistencia: 35 459 espectadores Árbitro(s): Enrique Cáceres |

| 29 de marzo de 2016, 20:00 | Uruguay    | 1:0 (0:0) | Perú | Estadio Centenario, Montevideo                             |                                                            |
|                            | Cavani 52' | Reporte   |      | Asistencia: 55 000 espectadores Árbitro(s): Roddy Zambrano | Asistencia: 55 000 espectadores Árbitro(s): Roddy Zambrano |

| 1 de septiembre de 2016, 16:00 | Bolivia | 2:0 (1:0) → 0:3 | Perú | Estadio Hernando Siles, La Paz                          |                                                         |
|                                |         | Reporte         |      | Asistencia: 25 765 espectadores Árbitro(s): José Argote | Asistencia: 25 765 espectadores Árbitro(s): José Argote |

| 6 de septiembre de 2016, 21:15 | Perú                  | 2:1 (1:1) | Ecuador      | Estadio Nacional, Lima                                    |                                                           |
|                                | Cueva 19' · Tapia 78' | Reporte   | Achilier 30' | Asistencia: 20 000 espectadores Árbitro(s): Wilmar Roldán | Asistencia: 20 000 espectadores Árbitro(s): Wilmar Roldán |

| 6 de octubre de 2016, 21:15 | Perú                     | 2:2 (0:1) | Argentina                    | Estadio Nacional, Lima                                   |                                                          |
|                             | Guerrero 57' · Cueva 83' | Reporte   | Funes Mori 15' · Higuaín 77' | Asistencia: 38 700 espectadores Árbitro(s): Sandro Ricci | Asistencia: 38 700 espectadores Árbitro(s): Sandro Ricci |

Segunda rueda
| 11 de octubre de 2016, 20:30 | Chile        | 2:1 (1:0) | Perú       | Estadio Nacional, Santiago                                 |                                                            |
|                              | Vidal 9' 85' | Reporte   | Flores 75' | Asistencia: 30 662 espectadores Árbitro(s): Roddy Zambrano | Asistencia: 30 662 espectadores Árbitro(s): Roddy Zambrano |

| 10 de noviembre de 2016, 20:30 | Paraguay    | 1:4 (1:0) | Perú                                                    | Defensores del Chaco, Asunción                               |                                                              |
|                                | Riveros 10' | Reporte   | Ramos 49' · Flores 71' · Cueva 79' · Benítez 84' (a.g.) | Asistencia: 36 000 espectadores Árbitro(s): Patricio Loustau | Asistencia: 36 000 espectadores Árbitro(s): Patricio Loustau |

| 15 de noviembre de 2016, 21:15 | Perú | 0:2 (0:0) | Brasil                                 | Estadio Nacional, Lima                                    |                                                           |
|                                |      | Reporte   | Gabriel Jesus 57' · Renato Augusto 78' | Asistencia: 38 700 espectadores Árbitro(s): Wilmar Roldán | Asistencia: 38 700 espectadores Árbitro(s): Wilmar Roldán |

| 23 de marzo de 2017, 19:30 | Venezuela                  | 2:2 (2:0) | Perú                        | Estadio Monumental, Maturín                                 |                                                             |
|                            | Villanueva 23' · Otero 39' | Reporte   | Carrillo 46' · Guerrero 64' | Asistencia: 35 920 espectadores Árbitro(s): Enrique Cáceres | Asistencia: 35 920 espectadores Árbitro(s): Enrique Cáceres |

| 28 de marzo de 2017, 21:15 | Perú                      | 2:1 (1:1) | Uruguay     | Estadio Nacional, Lima                                     |                                                            |
|                            | Guerrero 34' · Flores 62' | Reporte   | Sánchez 30' | Asistencia: 35 200 espectadores Árbitro(s): Julio Bascuñán | Asistencia: 35 200 espectadores Árbitro(s): Julio Bascuñán |

| 31 de agosto de 2017, 21:15 | Perú                   | 2:1 (0:0) | Bolivia     | Estadio Monumental, Lima                                 |                                                          |
|                             | Flores 55' · Cueva 58' | Reporte   | Álvarez 72' | Asistencia: 50 501 espectadores Árbitro(s): Andrés Cunha | Asistencia: 50 501 espectadores Árbitro(s): Andrés Cunha |

| 5 de septiembre de 2017, 16:00 | Ecuador      | 1:2 (0:0) | Perú                     | Estadio Atahualpa, Quito                                    |                                                             |
|                                | Valencia 79' | Reporte   | Flores 71' · Hurtado 75' | Asistencia: 30 000 espectadores Árbitro(s): Enrique Cáceres | Asistencia: 30 000 espectadores Árbitro(s): Enrique Cáceres |

| 5 de octubre de 2017, 20:30 | Argentina | 0:0     | Perú | La Bombonera, Buenos Aires                                |                                                           |
|                             |           | Reporte |      | Asistencia: 47 960 espectadores Árbitro(s): Fabio Pereira | Asistencia: 47 960 espectadores Árbitro(s): Fabio Pereira |

| 10 de octubre de 2017, 18:30 | Perú              | 1:1 (0:0) | Colombia      | Estadio Nacional, Lima                                   |                                                          |
|                              | Ospina 77' (a.g.) | Reporte   | Rodríguez 55' | Asistencia: 29 637 espectadores Árbitro(s): Sandro Ricci | Asistencia: 29 637 espectadores Árbitro(s): Sandro Ricci |

Repesca
| 11 de noviembre de 2017, 16:15 | Nueva Zelanda | 0:0     | Perú | Estadio Westpac, Wellington                             |                                                         |
|                                |               | Reporte |      | Asistencia: 37 034 espectadores Árbitro(s): Mark Geiger | Asistencia: 37 034 espectadores Árbitro(s): Mark Geiger |

| 15 de noviembre de 2017, 21:15 | Perú                   | 2:0 (1:0) | Nueva Zelanda | Estadio Nacional, Lima                                     |                                                            |
|                                | Farfán 28' · Ramos 65' | Reporte   |               | Asistencia: 39 125 espectadores Árbitro(s): Clément Turpin | Asistencia: 39 125 espectadores Árbitro(s): Clément Turpin |

### Tabla de posiciones
| Pos. | Selección | Pts. | PJ | G  | E | P  | GF | GC | Dif. |
| ---- | --------- | ---- | -- | -- | - | -- | -- | -- | ---- |
| 1.   | Brasil    | 41   | 18 | 12 | 5 | 1  | 41 | 11 | +30  |
| 2.   | Uruguay   | 31   | 18 | 9  | 4 | 5  | 32 | 20 | +12  |
| 3.   | Argentina | 28   | 18 | 7  | 7 | 4  | 19 | 16 | +3   |
| 4.   | Colombia  | 27   | 18 | 7  | 6 | 5  | 21 | 19 | +2   |
| 5.   | Perú      | 26   | 18 | 7  | 5 | 6  | 27 | 26 | +1   |
| 6.   | Chile     | 26   | 18 | 8  | 2 | 8  | 26 | 27 | -1   |
| 7.   | Paraguay  | 24   | 18 | 7  | 3 | 8  | 19 | 25 | -6   |
| 8.   | Ecuador   | 20   | 18 | 6  | 2 | 10 | 26 | 29 | -3   |
| 9.   | Bolivia   | 14   | 18 | 4  | 2 | 12 | 16 | 38 | -22  |
| 10.  | Venezuela | 12   | 18 | 2  | 6 | 10 | 19 | 35 | -16  |

## Preparación

### Campamento base
El 9 de febrero de 2018 la FIFA confirmó las sedes de hospedaje y de entrenamiento de las 32 selecciones participantes de la Copa Mundial de Fútbol de 2018. El seleccionado peruano tuvo su sede de concentración en la ciudad de Moscú y se alojó en el Hotel Sheraton Moscow Sheremetyevo ubicado a 1 km del aeropuerto de Moscú-Sheremétievo. Así mismo su campo de entrenamiento fue la Arena Jimki sede del F. K. Jimki de la Liga Nacional de Fútbol de Rusia, la cual se encontraba ubicada a 10 km de distancia del hotel de concentración.

### Amistosos previos
| 23 de marzo de 2018, 20:30 (UTC-4) | Perú                      | 2:0 (1:0) | Croacia | Hard Rock Stadium, Miami  |                           |
|                                    | Carrillo 12' · Flores 48' | Reporte   |         | Árbitro(s): Ismail Elfath | Árbitro(s): Ismail Elfath |

| 27 de marzo de 2018, 20:00 (UTC-4) | Perú                                | 3:1 (1:1) | Islandia     | Red Bull Arena, Harrison |                       |
|                                    | Tapia 3' · Ruidíaz 58' · Farfán 75' | Reporte   | Fjóluson 22' | Árbitro(s): Ted Unkel    | Árbitro(s): Ted Unkel |

| 29 de mayo de 2018, 20:00 (UTC-5) | Perú                          | 2:0 (1:0) | Escocia | Estadio Nacional, Lima        |                               |
|                                   | Cueva 37' (pen.) · Farfán 47' | Reporte   |         | Árbitro(s): Fernando Guerrero | Árbitro(s): Fernando Guerrero |

| 3 de junio de 2018, 20:00 (UTC+2) | Arabia Saudita | 0:3 (0:2) | Perú                            | Kybunpark, San Galo    |                        |
|                                   |                | Reporte   | Carrillo 20' · Guerrero 41' 64' | Árbitro(s): Fedayi San | Árbitro(s): Fedayi San |

| 9 de junio de 2018, 19:15 (UTC+2) | Suecia | 0:0     | Perú | Estadio Ullevi, Gotemburgo    |                               |
|                                   |        | Reporte |      | Árbitro(s): Svein Oddvar Moen | Árbitro(s): Svein Oddvar Moen |

## Uniforme
El uniforme que utilizó la selección peruana durante la Copa Mundial de Fútbol de 2018 fue presentado oficialmente el 18 de diciembre de 2017 durante un acto que se llevó a cabo en las instalaciones de la Villa Deportiva Nacional y que contó con la participación de Edwin Oviedo y Juan Carlos Oblitas presidente y director deportivo de la Federación Peruana de Fútbol respectivamente, además de los futbolistas Aldo Corzo, Adrián Zela, José Carvallo y representantes de la firma Umbro, encargada de confeccionar la indumentaria. El material con el que estuvo elaborada la camiseta fue elastano, una fibra sintética que regula la temperatura corporal y permite la absorción del sudor. Entre las principales características resaltaban el tejido más brillante y similar al satén utilizado en las antiguas banderas peruanas y los ribetes dorados — que representan al dios Sol de los Incas — en la franja diagonal y los hombros, mientras que el cuello contó con un aplique rojo en el centro del mismo.

## Jugadores
El 16 de mayo de 2018 Ricardo Gareca oficializó una lista preliminar que incluyó a veinticuatro futbolistas. La lista final inicialmente fue anunciada el 30 de mayo con la exclusión del defensa Luis Abram, sin embargo un día después la lista aumentó nuevamente a veinticuatro futbolistas con la inclusión del delantero Paolo Guerrero. La convocatoria definitiva fue anunciada el 3 de junio, esta vez el futbolista desconvocado fue el centrocampista Sergio Peña.
| #     | Nombre              | Posición       | Edad           | PJ Sel         | Goles          | Club                       |
| ----- | ------------------- | -------------- | -------------- | -------------- | -------------- | -------------------------- |
| 1     | Pedro Gallese       | Portero        | 28             | 39             | 0              | Tiburones Rojos            |
| 2     | Alberto Rodríguez   | Defensa        | 34             | 73             | 0              | Junior de Barranquilla     |
| 3     | Aldo Corzo          | Defensa        | 29             | 25             | 0              | Universitario de Deportes  |
| 4     | Anderson Santamaría | Defensa        | 26             | 6              | 0              | Club Puebla                |
| 5     | Miguel Araujo       | Defensa        | 23             | 8              | 0              | Alianza Lima               |
| 6     | Miguel Trauco       | Defensa        | 25             | 27             | 0              | Flamengo                   |
| 7     | Paolo Hurtado       | Centrocampista | 27             | 33             | 2              | Vitória S. C.              |
| 8     | Christian Cueva     | Centrocampista | 26             | 46             | 9              | São Paulo                  |
| 9     | Paolo Guerrero      | Delantero      | 34             | 86             | 34             | Flamengo                   |
| 10    | Jefferson Farfán    | Delantero      | 33             | 82             | 25             | Lokomotiv Moscú            |
| 11    | Raúl Ruidíaz        | Delantero      | 27             | 29             | 4              | Monarcas Morelia           |
| 12    | Carlos Cáceda       | Portero        | 26             | 6              | 0              | Deportivo Municipal        |
| 13    | Renato Tapia        | Centrocampista | 22             | 32             | 3              | Feyenoord de Róterdam      |
| 14    | Andy Polo           | Centrocampista | 23             | 17             | 1              | Portland Timbers           |
| 15    | Christian Ramos     | Defensa        | 29             | 66             | 3              | Tiburones Rojos            |
| 16    | Wilder Cartagena    | Centrocampista | 23             | 3              | 0              | Tiburones Rojos            |
| 17    | Luis Advíncula      | Defensa        | 28             | 66             | 0              | Lobos BUAP                 |
| 18    | André Carrillo      | Delantero      | 27             | 44             | 5              | Watford F. C.              |
| 19    | Yoshimar Yotún      | Centrocampista | 28             | 71             | 2              | Orlando City               |
| 20    | Edison Flores       | Delantero      | 24             | 30             | 9              | Aalborg B. K.              |
| 21    | José Carvallo       | Portero        | 32             | 6              | 0              | Univ. Técnica de Cajamarca |
| 22    | Nilson Loyola       | Defensa        | 23             | 4              | 0              | F. B. C. Melgar            |
| 23    | Pedro Aquino        | Centrocampista | 23             | 12             | 0              | Club León                  |
| D. T. | Ricardo Gareca      | Ricardo Gareca | Ricardo Gareca | Ricardo Gareca | Ricardo Gareca | Ricardo Gareca             |

## Participación

### Grupo C
| Selección | Pts | PJ | PG | PE | PP | GF | GC | Dif |
| --------- | --- | -- | -- | -- | -- | -- | -- | --- |
| Francia   | 7   | 3  | 2  | 1  | 0  | 3  | 1  | 2   |
| Dinamarca | 5   | 3  | 1  | 2  | 0  | 2  | 1  | 1   |
| Perú      | 3   | 3  | 1  | 0  | 2  | 2  | 2  | 0   |
| Australia | 1   | 3  | 0  | 1  | 2  | 2  | 5  | -3  |

| 16 de junio de 2018, 19:00 (UTC+3) | Perú | 0:1 (0:0) | Dinamarca   | Mordovia Arena, Saransk                                    |                                                            |
|                                    |      | Reporte   | Poulsen 59' | Asistencia: 40 502 espectadores Árbitro(s): Bakary Gassama | Asistencia: 40 502 espectadores Árbitro(s): Bakary Gassama |

| Amonestado | 38' | Renato Tapia |

| 9  | DEL | Paolo Guerrero | 62' | Edison Flores    | DEL | 20 |
| 11 | DEL | Raúl Ruidíaz   | 85' | Jefferson Farfán | DEL | 10 |
| 21 | MED | Pedro Aquino   | 87' | Renato Tapia     | MED | 13 |

| Tiros:             | 18 |
| Tiros al arco:     | 6  |
| Faltas:            | 10 |
| Saques de esquina: | 3  |
| Fueras de juego:   | 5  |

| 21 de junio de 2018, 20:00 (UTC+5) | Francia    | 1:0 (1:0) | Perú | Ekaterimburgo Arena, Ekaterimburgo                                  |                                                                     |
|                                    | Mbappé 34' | Reporte   |      | Asistencia: 32 789 espectadores Árbitro(s): Mohammed Abdulla Hassan | Asistencia: 32 789 espectadores Árbitro(s): Mohammed Abdulla Hassan |

| Amonestado | 23' | Paolo Guerrero |
| Amonestado | 81' | Pedro Aquino   |

| 10 | DEL | Jefferson Farfán    | 46' | Yoshimar Yotún    | MED | 19 |
| 4  | DEF | Anderson Santamaría | 46' | Alberto Rodríguez | DEF | 2  |
| 11 | DEL | Raúl Ruidíaz        | 82' | Christian Cueva   | MED | 8  |

| Tiros:             | 10 |
| Tiros al arco:     | 2  |
| Faltas:            | 15 |
| Saques de esquina: | 3  |
| Fueras de juego:   | 1  |

| 26 de junio de 2018, 17:00 (UTC+3) | Australia | 0:2 (0:1) | Perú                        | Estadio Fisht, Sochi                                         |                                                              |
|                                    |           | Reporte   | Carrillo 18' · Guerrero 50' | Asistencia: 44 073 espectadores Árbitro(s): Serguéi Karasiov | Asistencia: 44 073 espectadores Árbitro(s): Serguéi Karasiov |

| Amonestado | 45' | Yoshimar Yotún |
| Amonestado | 79' | Paolo Hurtado  |

| 23 | MED | Pedro Aquino     | 46' | Yoshimar Yotún | MED | 19 |
| 7  | MED | Paolo Hurtado    | 63' | Renato Tapia   | MED | 13 |
| 16 | DEL | Wilder Cartagena | 79' | André Carrillo | MED | 18 |

| Tiros:             | 4  |
| Tiros al arco:     | 3  |
| Faltas:            | 12 |
| Saques de esquina: | 3  |
| Fueras de juego:   | 1  |

## Estadísticas

### Participación de jugadores
En esta Copa Mundial, la selección peruana utilizó 17 jugadores de los 23 disponibles. Los guardametas Carlos Cáceda y José Carvallo; los defensas Aldo Corzo, Miguel Araujo y Nilson Loyola; y el centrocampista Andy Polo fueron los únicos jugadores que no tuvieron minutos de juego. Por otro lado, Luis Advíncula, Pedro Aquino, André Carrillo, Christian Cueva, Pedro Gallese, Paolo Guerrero, Edison Flores, Christian Ramos, Miguel Trauco y Yoshimar Yotún fueron los únicos futbolistas que alternaron en los tres partidos, mientras que Advíncula, Gallese, Trauco, Ramos fueron los que más minutos jugaron.
Leyenda:

- PJ: partidos jugados.
- Min: minutos jugados.
- : goles.
- Asist: asistencias para gol.
- Dis: disparos.
- At: atajadas.
- Faltas: cometidas / recibidas.
- : tarjetas amarillas.
- : tarjetas rojas.

Fuentes:

- Peru - Denmark 0:1 (0:0)
- France - Peru 1:0 (1:0)
- Australia - Peru 0:2 (0:1)

| #  | Nombre              | Posición       | PJ | Min. | Goles | Asist. | Dis. | Faltas | Amonestado | Expulsiones |
| -- | ------------------- | -------------- | -- | ---- | ----- | ------ | ---- | ------ | ---------- | ----------- |
| 2  | Alberto Rodríguez   | Defensa        | 2  | 135  | 0     | 0      | 2    | 2 / 0  | 0          | 0           |
| 3  | Aldo Corzo          | Defensa        | 0  | 0    | 0     | 0      | 0    | 0 / 0  | 0          | 0           |
| 4  | Anderson Santamaría | Defensa        | 2  | 135  | 0     | 0      | 0    | 0 / 0  | 0          | 0           |
| 5  | Miguel Araujo       | Defensa        | 0  | 0    | 0     | 0      | 0    | 0 / 0  | 0          | 0           |
| 6  | Miguel Trauco       | Defensa        | 3  | 270  | 0     | 0      | 0    | 2 / 1  | 0          | 0           |
| 7  | Paolo Hurtado       | Centrocampista | 1  | 27   | 0     | 0      | 0    | 2 / 0  | 1          | 0           |
| 8  | Christian Cueva     | Centrocampista | 3  | 262  | 0     | 0      | 3    | 1 / 5  | 0          | 0           |
| 9  | Paolo Guerrero      | Delantero      | 3  | 208  | 1     | 1      | 7    | 3 / 7  | 1          | 0           |
| 10 | Jefferson Farfán    | Delantero      | 2  | 130  | 0     | 0      | 4    | 5 / 1  | 0          | 0           |
| 11 | Raúl Ruidíaz        | Delantero      | 2  | 13   | 0     | 0      | 0    | 1 / 0  | 0          | 0           |
| 13 | Renato Tapia        | Centrocampista | 2  | 150  | 0     | 0      | 1    | 3 / 1  | 1          | 0           |
| 14 | Andy Polo           | Centrocampista | 0  | 0    | 0     | 0      | 0    | 0 / 0  | 0          | 0           |
| 15 | Christian Ramos     | Defensa        | 3  | 270  | 0     | 0      | 1    | 0 / 1  | 0          | 0           |
| 16 | Wilder Cartagena    | Centrocampista | 1  | 11   | 0     | 0      | 0    | 1 / 0  | 0          | 0           |
| 17 | Luis Advíncula      | Defensa        | 3  | 270  | 0     | 0      | 3    | 2 / 8  | 0          | 0           |
| 18 | André Carrillo      | Delantero      | 3  | 259  | 1     | 0      | 3    | 2 / 3  | 0          | 0           |
| 19 | Yoshimar Yotún      | Centrocampista | 3  | 180  | 0     | 0      | 3    | 5 / 5  | 1          | 0           |
| 20 | Edison Flores       | Delantero      | 3  | 242  | 0     | 0      | 4    | 3 / 2  | 0          | 0           |
| 22 | Nilson Loyola       | Defensa        | 0  | 0    | 0     | 0      | 0    | 0 / 0  | 0          | 0           |
| 23 | Pedro Aquino        | Centrocampista | 3  | 138  | 0     | 0      | 1    | 5 / 2  | 1          | 0           |
| #  | Nombre              | Posición       | PJ | Min  | Goles | Asist. | At.  | Faltas | Amonestado | Expulsiones |
| 1  | Pedro Gallese       | Guardameta     | 3  | 270  | 0     | 0      | 7    | 0 / 2  | 0          | 0           |
| 12 | Carlos Cáceda       | Guardameta     | 0  | 0    | 0     | 0      | 0    | 0 / 0  | 0          | 0           |
| 21 | José Carvallo       | Guardameta     | 0  | 0    | 0     | 0      | 0    | 0 / 0  | 0          | 0           |

### Goleadores
Leyenda:

: goles.

PJ: partidos jugados.

| Jugador        | Goles | PJ |
| -------------- | ----- | -- |
| Paolo Guerrero | 1     | 3  |
| André Carrillo | 1     | 3  |